# Йост Клайн
Йост Клайн (на нидерландски: Joost Klein), известен само като Йост (Joost), е нидерландски музикант, рапър, певец и бивш ютюбър. Основно е хип-хоп изпълнител, но неговите песни често включват влияния на електронна музика, като дръм енд бейс, хардстайл и габер. Той е издал осем студийни албума, два от които достигат челната десетка на нидерландската класация Album Top 100. Четири негови записа попадат в класациите на Nederlandse Top 40, а най-известен е със Scandinavian Boy, Wachtmuziek, Europapa и Friesenjung.
Той представя Нидерландия на песенния конкурс „Евровизия“ през 2024 г. с песента Europapa, която е първата му песен, оглавила нидерландската класация Single Top 100.

## Личен живот
Йост Клайн е роден на 10 ноември 1997 г. в Леуварден, Фризия и е израснал в близкото село Бритсум. През 2008 г. той създава канал в „Ютюб“ под името EenhoornJoost (ЕднорогЙост). Посещава гимназията в Леуварден, но не завършва учебната програма в това средно училище. На дванадесет години той губи баща си от рак. Година по-късно, през 2011 г., майка му умира от сърдечен арест. След смъртта на родителите си Клайн е отгледан от по-големите си брат и сестра.